# Bathycotyle branchialis
Bathycotyle branchialis är en plattmaskart. Bathycotyle branchialis ingår i släktet Bathycotyle och familjen Bathycotylidae. Inga underarter finns listade i Catalogue of Life.